# ウィンターリーグ
ウィンターリーグとは、冬季に行われる野球リーグの総称である。
主にラテンアメリカ、オーストラリアで行われるプロ野球、台湾やアメリカで開かれる教育リーグの事を指す。それ以外にも、アメリカ国内でMLBのオフシーズンに行われるプロを目指す選手のためのトライアウトリーグ や沖縄県で開催されているジャパンウィンターリーグなどがある。
その中でもメジャーリーガーが多く参加するメキシコ（LMP）、ベネズエラ（LVBP）、プエルトリコ（LBPRC）、ドミニカ共和国（LIDOM）を4大ウィンターリーグと呼び、それらのリーグの王者に加え、パナマ（PROBEIS）、コロンビア（LCBP）などの王者が優勝を争う国際野球大会であるカリビアンシリーズは毎年大きな盛り上がりを見せる。

## 概要
一般的に下記の表に記載されているリーグを指す。
| 地域           | 国名           | リーグ名                                                                   | 英語(orスペイン語)表記                                 | 備考                                                          |
| -------------- | -------------- | -------------------------------------------------------------------------- | ------------------------------------------------------ | ------------------------------------------------------------- |
| パンアメリカン | アメリカ合衆国 | アリゾナ・フォールリーグ                                                   | Arizona Fall League                                    | MLB傘下の広義のウィンターリーグ                               |
| パンアメリカン | アメリカ合衆国 | ハワイ・ウィンターリーグ                                                   | Hawaii Winter Baseball                                 | 2008年限りで休止                                              |
| パンアメリカン | ドミニカ共和国 | リーガ・デ・ベイスボル・プロフェシオナル・デ・ラ・レプブリカ・ドミニカーナ | Liga de Béisbol Profesional de la República Dominicana |                                                               |
| パンアメリカン | プエルトリコ   | リーガ・デ・ベイスボル・プロフェシオナル・ロベルト・クレメンテ             | Liga de Béisbol Profesional Roberto Clemente           |                                                               |
| パンアメリカン | ベネズエラ     | リーガ・ベネソラーナ・デ・ベイスボル・プロフェシオナル                     | Liga Venezolana de Béisbol Profesional                 |                                                               |
| パンアメリカン | メキシコ       | リーガ・メヒカーナ・デル・パシフィコ                                       | Liga Mexicana del Pacifico                             |                                                               |
| パンアメリカン | メキシコ       | リーガ・デ・ベイスボル・デル・ノロエステ・デ・メヒコ                       | Liga de Béisbol del Noroeste de México                 |                                                               |
| パンアメリカン | メキシコ       | リーガ・インベルナル・メヒカーナ                                           | Liga Invernal Mexicana                                 |                                                               |
| パンアメリカン | メキシコ       | リーガ・インベルナル・ベラクルサナ                                         | Liga Invernal Veracruzana                              | 優勝チームはラテンアメリカンシリーズに参加する                |
| パンアメリカン | メキシコ       | リーガ・マヨル・デ・ベイスボル・デ・ラ・ラグーナ                           | Liga Mayor de Béisbol de La Laguna                     |                                                               |
| パンアメリカン | コロンビア     | リーガ・コロンビアーナ・デ・ベイスボル・プロフェシオナル                   | Liga Colombiana de Béisbol Profesional                 | 優勝チームはラテンアメリカンシリーズに参加する                |
| パンアメリカン | ニカラグア     | リーガ・ニカラグエンセ・デ・ベイスボル・プロフェシオナル                   | Liga de Béisbol Profesional Nacional                   | 優勝チームはラテンアメリカンシリーズに参加する                |
| パンアメリカン | パナマ         | リーガ・プロフェシオナル・デ・ベイスボル・デ・パナマ                       | Liga Profesional de Béisbol de Panamá                  | 優勝チームはラテンアメリカンシリーズに参加する                |
| アジア         | 台湾           | アジア・ウィンター・リーグ                                                 | Asia Winter Baseball League                            | 2015年は台湾のほかに、 日本、 韓国、欧州が参加                |
| アジア         | 日本           | ジャパンウィンターリーグ                                                   | Japan Winter League                                    | 2022年11月より沖縄で開幕。 初代チャンピオンは読谷ThreeStrings |
| オセアニア     | オーストラリア | オーストラリアン・ベースボールリーグ                                       | Australian Baseball League                             |                                                               |

カリビアンシリーズは、1949年に始まった当初はキューバ共和国が加盟していたが、キューバ革命による社会主義体制への移行の影響でプロスポーツが禁止されたために脱退。1960年から1969年の10年間は大会が行われなかったが、1970年にメキシコが加盟して現在の形となった。
ラテンアメリカやオーストラリアのリーグはその国でのトップリーグである。そのためMLBやNPB同様に興行的な性格が強い。またメキシコに関しては、春秋制のリーガ・メヒカーナ・デ・ベイスボルよりもウィンターリーグであるリーガ・メヒカーナ・デル・パシフィコのほうが人気・実力ともに上回っている。
その一方で、アメリカ、日本などに存在する春秋制の各プロ野球組織 に所属する選手たちがオフシーズンを利用して調整、アピールのために出場することも多い。また、生活のためにプレーする選手や故郷への恩返しのためにプレーする選手も存在する。中には、ウィンターリーグでの活躍を機にメジャーに昇格・活躍する選手もいる。例えば、主に1980年代後半から1990年代に活躍したウォーリー・ジョイナーは1985年にプエルトリコのウィンターリーグで三冠王を獲得し、翌年メジャーデビューし、いきなり同年のMLBオールスターゲームに選出される活躍を見せた。
各国のリーグ戦の優勝チームは、シーズン終盤に「カリビアンシリーズ」に出場してその地域の統一チャンピオンをかけて戦う。このカリビアンシリーズは、優勝チーム以外からも各国のリーグ戦に登録された若干名の選手が補強選手としてレンタル入団する形式が取られており、4チームの2回総当り方式でカリブ海地域のクラブナンバーワンを決定する。この地域において多くの関心を集める大会であり、海を渡って開催地まで母国チームの応援に行くファンも大勢いるという。

## 日本球界との関係
日本人選手でも、水野雄仁が1996年にドミニカ共和国で、また伊良部秀輝も2001年にプエルトリコでそれぞれ試合に出場した。2003年にはベネズエラで養父鐵が、2004年にはメキシコで養父、入来祐作が活躍し、2007年にはベネズエラで野茂英雄が、ドミニカ共和国で前川勝彦が、2015年にはドミニカ共和国で筒香嘉智が出場している。
他にも近年、日本のプロ野球球団は若手を中心に育成目的で数多くの選手を派遣している。特に中日ドラゴンズはドミニカのウィンターリーグに毎年若手選手を数人派遣し育成し、同行するコーチが同国の選手をスカウト・獲得するという流れができつつある。また、福岡ソフトバンクホークスも、プエルトリコのウィンターリーグに若手投手を派遣している。
逆にここで活躍することによって日本球界から注目され移籍・入団に至るケースもあり、最近ではトニ・ブランコ（中日→DeNA→オリックス）やウィルフィン・オビスポ（巨人→日本ハム）らがこれにあたる。
また2022年より沖縄県でジャパンウィンターリーグが開催されている。